# Coup d'État de 2021 en Birmanie
Le coup d'État de 2021 en Birmanie est une opération militaire menée le 1er février 2021 par l'armée birmane. Après des jours de rumeurs, Aung San Suu Kyi et le président Win Myint sont arrêtés par l'armée, qui proclame alors l'état d'urgence, nomme l'un des siens président par intérim et confie les pleins pouvoirs à son commandant en chef Min Aung Hlaing.
Le coup d'État est suivi de manifestations de grande ampleur et déclenche une guerre civile.

## Contexte

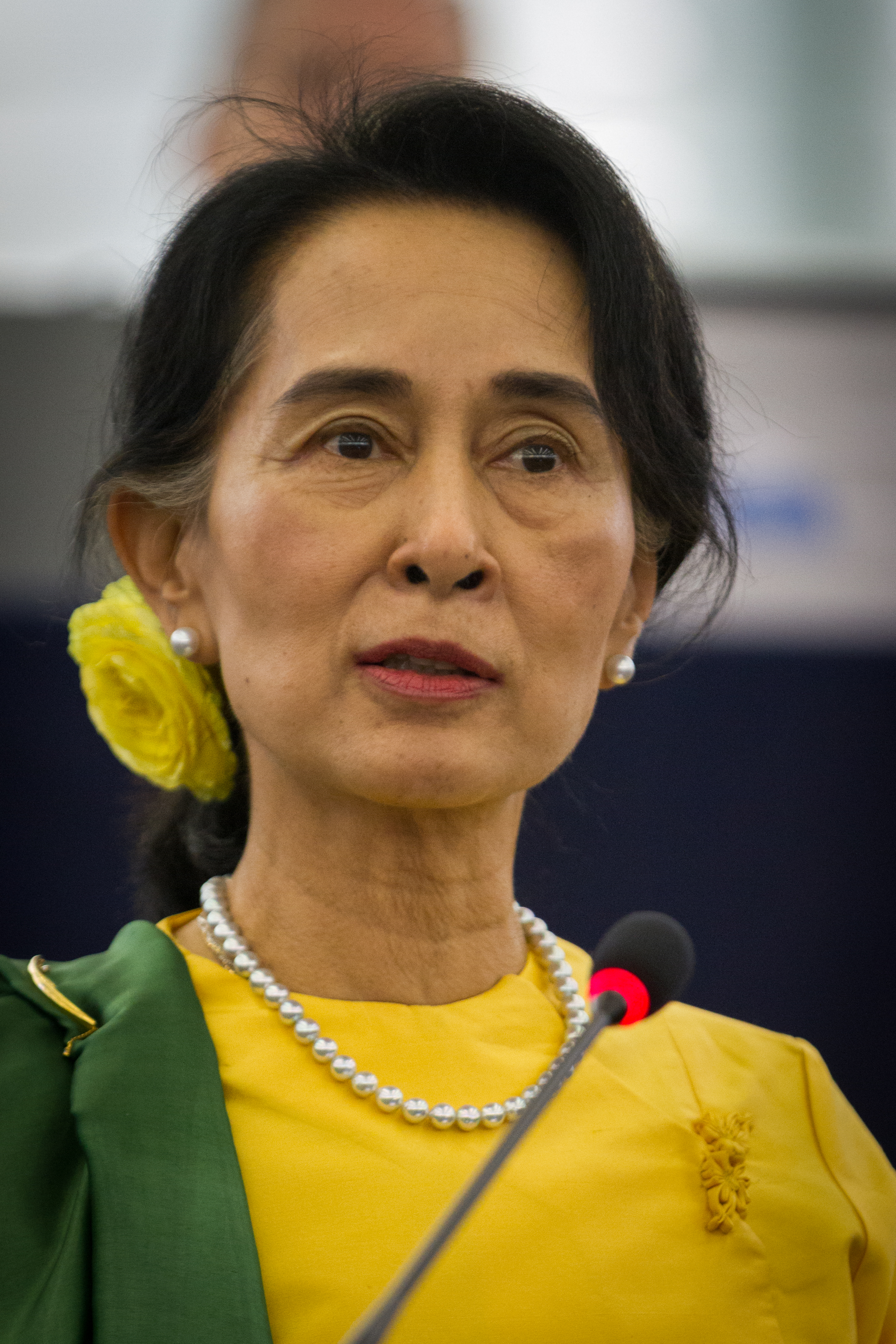
Aung San Suu Kyi.

Les élections législatives birmanes de 2020 sont remportées comme les précédentes par la Ligue nationale pour la démocratie (LND), dirigée par Aung San Suu Kyi. La victoire de la ligue est encore plus marquée qu'auparavant, tandis que le Parti de l'union, de la solidarité et du développement (PUSD) — contrôlé par l'armée — ne remporte que quelques dizaines de sièges.
Le 26 janvier 2021, le général Min Aung Hlaing, le chef des forces armées, conteste les résultats du scrutin et appelle à une vérification des listes électorales, sans quoi l'armée interviendrait pour résoudre la crise politique. La commission électorale dément ces accusations. Le 30 janvier, l'armée dément vouloir perpétrer un coup d'État.
La victoire renouvelée de la LND est alors jugée susceptible de conduire à un affaiblissement à court terme du rôle de l'armée dans la politique birmane. La fonction de chef des forces armées est en effet soumise à une limite d'âge fixée à 65 ans, limite que Min Aung Hlaing doit atteindre dès juillet 2021. Or, la constitution donne au président de la république birmane le pouvoir de décider seul de la nomination de son remplaçant. Le président étant élu par le parlement, le président en exercice, Win Myint, ainsi que son éventuel remplaçant après l'élection présidentielle prévue pour fin février sont choisis par la Ligue. Début 2021, cette dernière est ainsi proche d'être en capacité d'orienter l'armée vers une réforme du système constitutionnel en vigueur,.

## Déroulement

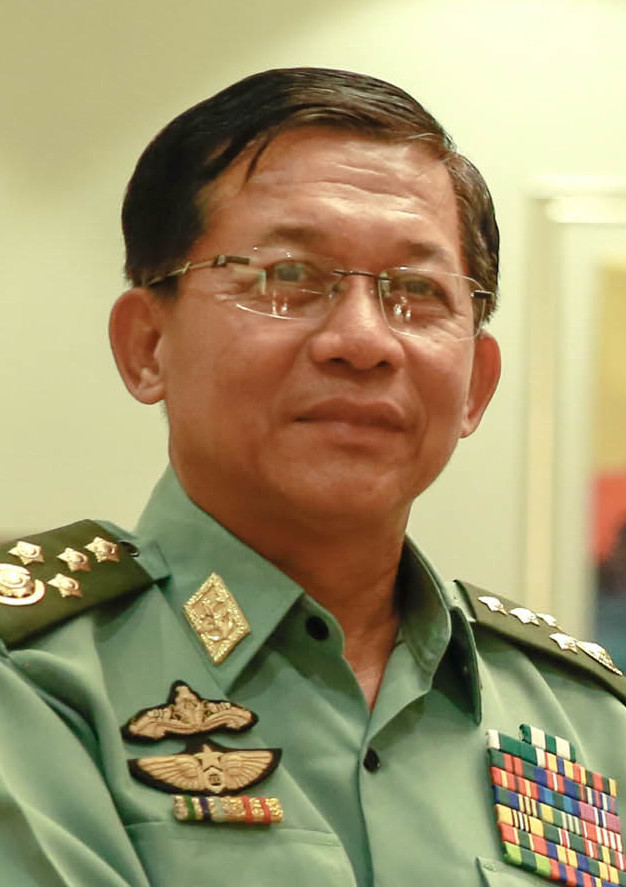
Min Aung Hlaing.

Le 1er février, Aung San Suu Kyi et le président Win Myint sont arrêtés par l'armée. Le vice-président Myint Swe, membre du PUSD, devient président par intérim et transfère, comme l'autorise la constitution,,,, les pleins pouvoirs au chef de l'armée, Min Aung Hlaing, qui proclame l'état d'urgence pour un an et dissout le parlement.
L'armée s'empare de l'hôtel de ville de Rangoun — la plus grande ville du pays — en déployant cinq camions militaires et des soldats. Elle déploie également des camions aux alentours des ambassades américaine et australienne.
Dans une déclaration effectuée sur la chaîne de télévision de l’armée (NAME), les militaires justifient ce coup d'État par la nécessité de préserver la « stabilité » de l’État. Ils accusent également la commission électorale de ne pas avoir remédié à d'« énormes irrégularités » qui auraient eu lieu, selon eux, lors des dernières élections. L'armée indique dans un communiqué mettre en place une « véritable démocratie multipartite » et affirme que le pouvoir sera transféré après « la tenue d’élections générales libres et équitables ».
Les télécommunications dans le pays sont fortement impactées : les lignes téléphoniques fixes sont coupées ; la télévision publique a cessé de diffuser en évoquant des « problèmes techniques » et l'accès à Internet restera perturbé jusqu'au 2 février en soirée. Les militaires demanderont aux FAI birmans de couper l’accès à internet et aux services 4G le 5 février, coupure qui sera effective du 6 au 8. Le même jour, l'armée demande de bloquer Instagram et Twitter (Une demande pour bloquer Facebook avait été faite la veille).

## Nombre de décès des civils
Selon un rapport paru le 13 juin 2023 de l'Institut norvégien de recherche sur la paix d'Oslo, plus de 6 000 civils sont décédés en Birmanie entre le coup d'état militaire du 1er février 2021 et septembre 2022,.

## Réactions

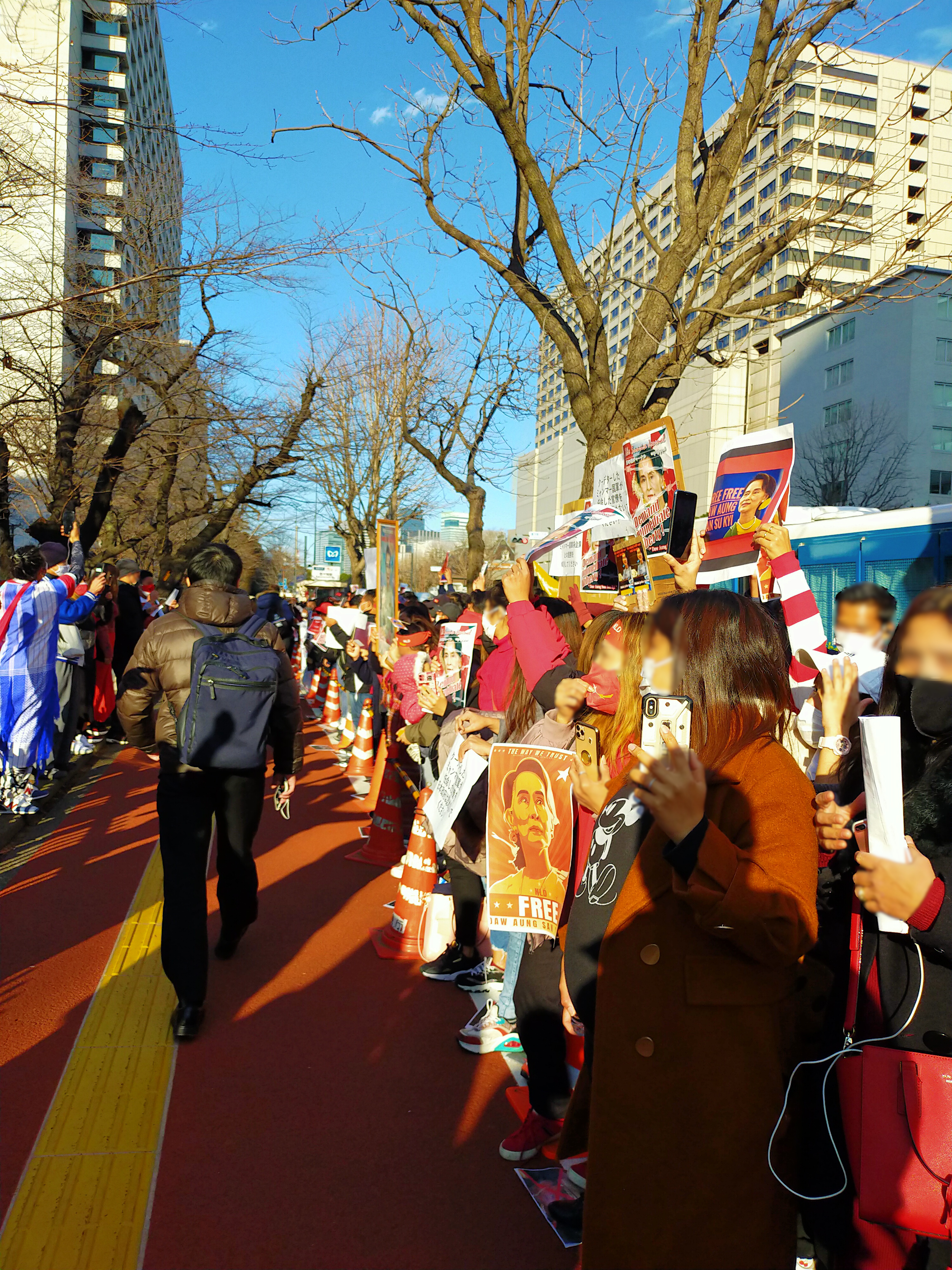
3000 manifestants demandent la libération de Aung San Suu Kyi à Tokyo, Japon.

### Nationales
Aung San Suu Kyi réagit dans une lettre diffusée sur les réseaux sociaux par son parti et « exhorte la population [...] à réagir et à manifester de tout cœur contre le putsch mené par l’armée ».
Un communiqué de l’association des banques du pays annonce que celles-ci sont « temporairement fermées » à compter du 1er février.
Depuis le 21 février, le Myanmar Times annonce sur son site suspendre ses activités et publications pour 3 mois.
Le 16 février, Min Ko Naing, leader du soulèvement populaire de 1988, appelle à ne pas céder face à l’armée.

### Internationales

Réactions internationales, dans les 10 premiers jours, au coup d'État de 2021 en Birmanie.
Condamnation du coup d'État
Expression d'une profonde préoccupation
Position neutre
Birmanie
Pas de réaction publique

#### Organisations internationales
Nations unies : Le secrétaire général des Nations unies, Antonio Guterres, condamne « fermement » l'arrestation des dirigeants birmans et la prise de pouvoir par l'armée, considérant que « ces développements portent un coup dur aux réformes démocratiques en Birmanie »,.
Le lendemain du coup d'État, une réunion d'urgence du conseil de sécurité des Nations unies est convoquée. La Chine utilise alors son véto pour bloquer une proposition de résolution condamnant le coup d'État.
Le 4 février, le conseil de sécurité adopte une déclaration exprimant une « profonde préoccupation » face à l'état d'urgence instauré et demandant « la libération de tous les détenus »,.
Le 22 février 2021, à la suite des nombreuses manifestations dans le pays, le secrétaire général des Nations unies appelle l’armée birmane à « arrêter immédiatement la répression ».
Le 26 février 2021, l'ambassadeur de Birmanie à l'ONU Kyaw Moe Tun rompt avec la junte, et réclame lors d'un discours à l'ONU la fin immédiate du coup d'État militaire en Birmanie. L'ambassadeur achève avec émotion son discours en birman avec trois doigts levés (en), symbole de la protestation dans son pays.

#### Amérique du Nord
États-Unis : Les États-Unis, par l'intermédiaire de la porte-parole de la Maison-Blanche Jen Psaki « s’opposent à toute tentative de modification des résultats des récentes élections ou d’entrave à une transition démocratique en Birmanie ». Le secrétaire d'État Antony Blinken appelle l'armée « à libérer tous les responsables du gouvernement ainsi que les dirigeants de la société civile et à respecter la volonté du peuple de Birmanie tel qu’exprimé lors des élections démocratiques ».
Le 4 février, le président des États-Unis Joe Biden a déclaré : « Ceci ne peut être mis en doute : dans une démocratie, la force ne peut être utilisée contre la volonté du peuple ».

#### Asie
Bangladesh : Le ministère des Affaires étrangères du Bangladesh — voisin de la Birmanie — espère que « le processus démocratique et les dispositions constitutionnelles seront maintenus en Birmanie ».
 Japon : Le gouvernement japonais demande « la libération des parties prenantes, y compris la conseillère d'État Aung San Suu Kyi » et exhorte l'armée à « rétablir rapidement le système politique démocratique ».
 Chine : La Chine appelle les parties prenantes au conflit à « régler leurs différends dans le cadre de la constitution et des lois afin de maintenir la stabilité politique et sociale ». Ses médias ne parlant pas d'un coup d'État mais d'« un important remaniement ministériel ». Un « remplacement des ministres civils par des militaires ». Le Global Times parle d'un « ajustement de la structure déséquilibrée du pouvoir. » La Chine fait pression en octobre 2021 pour faire exclure la junte birmane du sommet de l'Association des nations de l'Asie du Sud-Est (ASEAN) et y inviter des opposants politiques.
 Singapour : Le ministère des Affaires extérieures indien et le ministère des Affaires étrangères de Singapour expriment leur inquiétude devant la reprise en main militaire du pouvoir en Birmanie.
 Russie : Le porte-parole du président russe Dmitri Peskov indique que son pays suit attentivement l'évolution de la situation, ajoutant qu'il « est trop tôt pour en donner une évaluation ».
 Turquie : Le gouvernement turc « condamne fermement la prise de pouvoir par l'armée birmane » et appelle à « la libération immédiate des dirigeants élus, des responsables politiques et des civils arrêtés ».

#### Europe
Union européenne : Le président du Conseil européen Charles Michel « condamne fermement le coup d'État en Birmanie et appelle les militaires à libérer tous ceux qui ont été illégalement détenus ». Le 22 février 2021, à la suite des nombreuses manifestations, l’Union européenne se dit « prête à adopter » des sanctions contre l’armée birmane si une « désescalade » de la crise politique actuelle n'est pas entamée, notamment à travers « la fin immédiate de l’état d’urgence », la restauration d’un gouvernement civil et la libération des prisonniers.
 Allemagne : Le ministre allemand des Affaires étrangères Heiko Maas considère que « les actions militaires compromettent les progrès réalisés jusqu'à présent vers un changement démocratique » et appelle à la libération des membres du gouvernement et du parlement arrêtés.
 Belgique : La ministre des Affaires étrangères belge Sophie Wilmès annonce que « La Belgique est très inquiète de la situation au Myanmar. Nous condamnons fermement un coup d'État qui vise à saper la démocratie ainsi que les arrestations des élus comme Madame Aung San Suu Kyi. Nous considérerons les suites à donner à ces actions avec nos partenaires européens ».
 France : Le ministre des Affaires étrangères français Jean-Yves Le Drian demande la libération immédiate et sans condition d'Aung San Suu Kyi et des dirigeants birmans arrêtés. Il estime que « cette arrestation [...] constitue[nt] une inacceptable remise en cause du processus démocratique engagé depuis une dizaine d’années » et appelle « au strict respect des résultats des élections du 8 novembre ».
 Royaume-Uni : Le Premier ministre du Royaume-Uni Boris Johnson « condamne le coup d'État en Birmanie et l'emprisonnement illégal de civils » et demande la libération des dirigeants arrêtés et le respect du vote de la population.

#### Océanie
Australie : La ministre des Affaires étrangères australienne Marise Payne appelle l'armée « à respecter l'État de droit, à résoudre [ses] différends par des mécanismes légaux et à libérer immédiatement tous les dirigeants (politiques) issus de la société civile et les autres personnes détenues illégalement ».

### Réactions commerciales
Suzuki, le principal constructeur automobile dans le pays, a cessé la production. Amata Corporation (en) a arrêté un projet de zone industrielle de 1 milliard de dollars américains,. Kirin et POSCO ont aussi abandonné leur joint-ventures. Au contraire le groupe français Total annonce qu'il maintient son activité habituelle, notamment l'exploitation du controversé champ gazier de Yadana, qui rapporte habituellement à la junte 4 millions USD d'impôts par mois sans compter les profits résultant de l'exportation du gaz, avant d'annoncer son retrait en 2022.

## Suites

### Manifestations

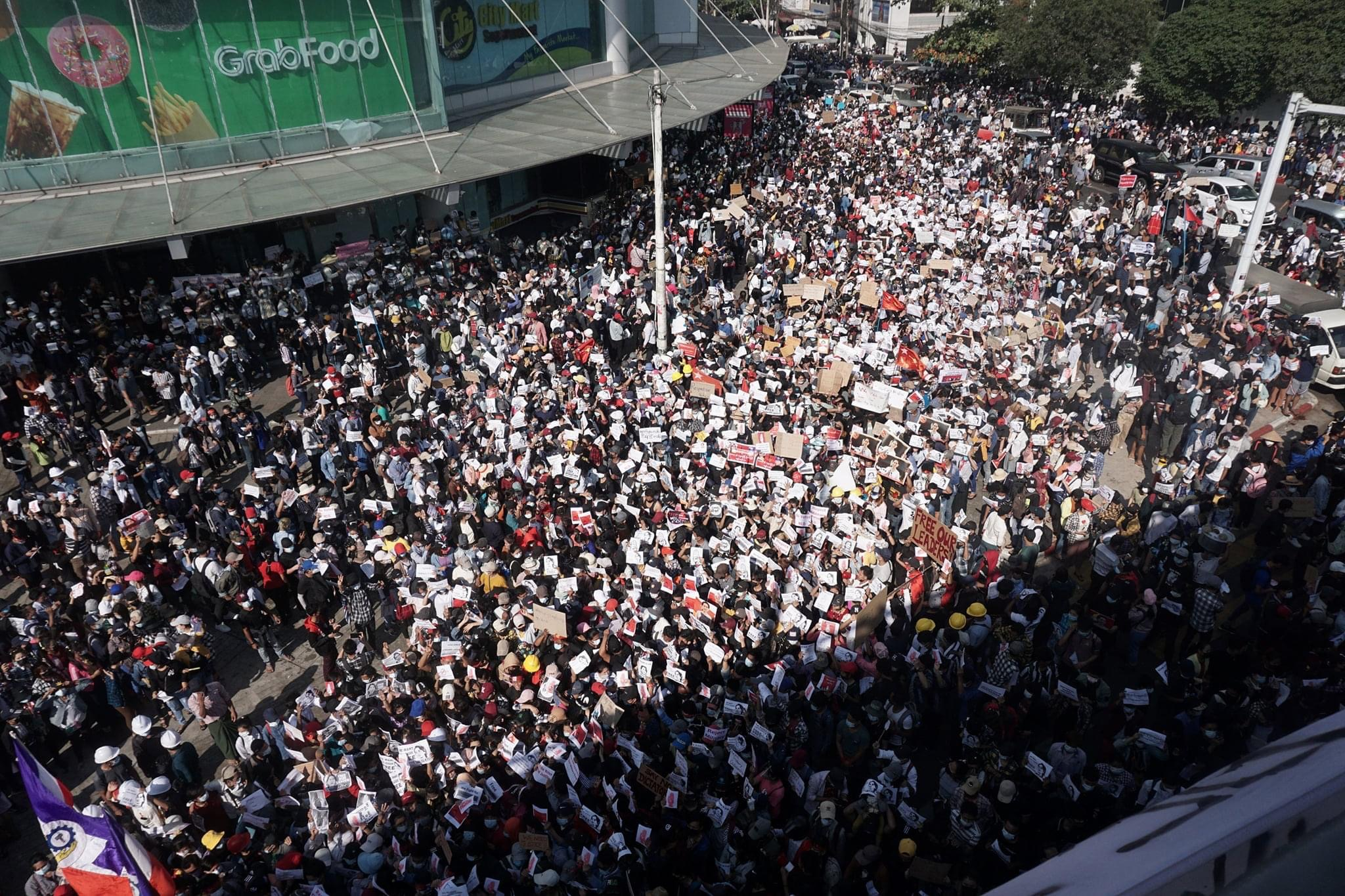
Des milliers de manifestants, ici à Rangoun, le 9 février 2021.

Un mouvement de désobéissance civile se met en place à partir du 6 février : plusieurs centaines de milliers de manifestants défilent dans les grandes villes birmanes pour rejeter le coup d'État. Les principaux rassemblements ont lieu à Rangoun, la capitale économique, et à Mandalay, la seconde ville du pays. Des appels à la grève sont lancés sur les réseaux sociaux.
Le 8 février, après trois jours de manifestations, des perturbations sont constatées sur plusieurs grandes lignes du réseau ferroviaire ainsi que des « débrayages » par les employés du secteur de la production d'électricité. L'armée déclare la loi martiale dans plusieurs parties du territoire, interdit les rassemblements de plus de 5 personnes et met en place un couvre-feu de 20 h à 4 h. Le même jour, Min Aung Hlaing s'exprime sur la chaîne de télévision de l'armée : il s'engage à « la tenue d’élections libres et justes », à la fin de l’état d’urgence mis en place pour un an et promet un régime militaire « différent ».

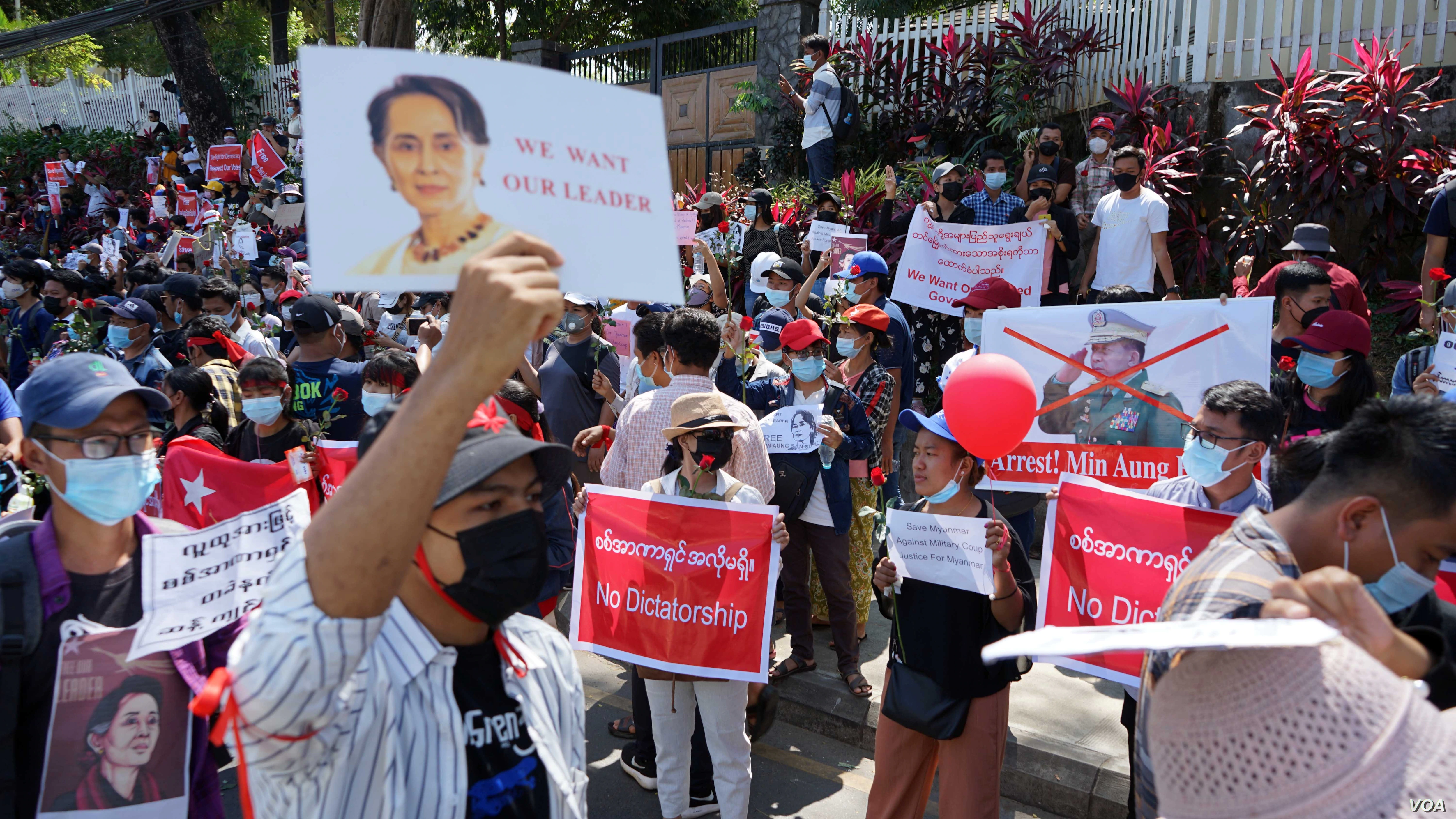
Manifestants dénonçant le coup d'État et réclamant la libération d'Aung San Suu Kyi.

Les forces de l'ordre répondent aux mouvements par l'usage de canons à eau et de balles en caoutchouc. À Naypyidaw, la police du Myanmar tire sur les manifestants, avec des balles réelles, selon le laboratoire des preuves de crise d’Amnesty International (ce que souhaite démentir l'armée birmane),. Facebook annonce prévoir de limiter la propagation des messages publiés par les porte-paroles de l'armée birmane.
Le 9 février, une jeune manifestante de 20 ans, Mya Thwate Thwate Khaing, est atteinte en pleine tête par l'une de ces balles et devient un symbole de lutte contre le pouvoir militaire dans le pays et sur les réseaux sociaux. Elle meurt le 19 février, après 10 jours de soins intensifs, devenant la première victime du coup d'État.
Trois autres manifestants sont tués le week-end du 20 février à Mandalay et à Rangoun, lors d’affrontements avec la police,. Des dizaines de milliers de manifestants se mobilisent le dimanche 21 février, et la junte militaire met en garde les manifestants de poursuivre leur mobilisation au péril de leur vie, menaçant de recourir à la force létale pour mettre un terme à « l’anarchie ». Le même jour, Facebook supprime la page principale de l’armée birmane, estimant qu’elle « enfreint les règles du réseau social relatives aux incitations à la violence ».

### Hausse de la pauvreté et insécurité alimentaire
L'intensification du conflit armé à la suite du coup d’État aggrave la situation économique et sociale du pays. Les combats ont provoqué les déplacements internes de centaines de milliers de personnes, avec des conséquences directes sur l’approvisionnement en nourriture et, singulièrement, la nutrition des enfants. Avant le coup d’État, 2,8 millions de personnes souffraient de carences alimentaires et plus de la moitié de la population ne pouvait disposer d’un régime alimentaire adéquat. Désormais, entre 1,5 million et 3,4 millions de personnes de plus pourraient basculer dans une situation d’insécurité alimentaire. Le taux de pauvreté devrait passer selon les projections de 30 % en 2020 à 60 % en 2022.

### Guerre civile
Une guerre civile éclate à la suite des insurrections de longue date qui s'intensifient considérablement en réponse au coup d'État militaire de 2021 et à la violente répression qui suit les manifestations,.
Dans les mois qui suivent le coup d'État, l'opposition commence à se regrouper autour du gouvernement d'union nationale, qui lance une offensive contre la junte,,,,.